# Науруанська Вікіпедія
Науруанська Вікіпедія (наур. Wikipediya Naoero) — розділ Вікіпедії науруанською мовою. Створена у 2003 році. Науруанська Вікіпедія станом на 27 березня 2025 року містить 0 статей, 12 089 зареєстрованих користувачів, 4 активних дописувачів, 1 адміністратора
. Загальна кількість сторінок в науруанській Вікіпедії — 1812, редагувань — 90 000, мультимедійні файли відсутні
. Глибина (рівень розвитку мовного розділу) науруанської Вікіпедії дуже мала і становить лише 0 пунктів
. 

## Історія
- Червень 2005 — створена 100-та стаття[3].
- Червень 2014 — створена 1 000-на стаття[3].